# Harmsworth
Harmsworth är en brittisk tidningsfamilj, vars främsta medlemmar var bröderna:
- Alfred Harmsworth, 1:e viscount Northcliffe
- Cecil Harmsworth, 1:e baron Harmsworth
- Harold Harmsworth, 1:e viscount Rothermere